# در فکر پول نیستم
«در فکر پول نیستم» (به انگلیسی: Money on My Mind) تک‌آهنگی از سم اسمیت است.
این تک‌آهنگ در چارت‌های اسکاتلند، بریتانیا در رتبه اول و در چارت‌های ، جزو ده ترانه اول قرار گرفت.